# Трате (Бергамо)
Трате је насеље у Италији у округу Бергамо, региону Ломбардија.
Према процени из 2011. у насељу је живело 209 становника. Насеље се налази на надморској висини од 496 м.